# زبان چتیسگری
زبان چتیسگری یا چهتیسگرهی(به دیواناگری: छत्तीसगढ़ी) زبان رسمی ایالت چتیسگر هند است و پیرامون هفده و نیم میلیون تن گویشور دارد. به جز چتیسگر شماری از گویشوران این زبان در اوریسا، مادایا پرادش و جارکند نیز می‌زیند. 
چتیسگری به زبان‌های بگهلی و اودهی نزدیکی‌دارد. برای نگارش این زبان از خط دیواناگری بهره‌می‌برند.